# Actinulida
Actinulida is een orde van neteldieren uit de klasse Hydrozoa (hydroïdpoliepen).

## Families
- Halammohydridae Remane, 1927
- Otohydridae Swedmark & Teissier, 1958